# Kaduna Sud
Kaduna Sud, est une zone de gouvernement local de l'État de Kaduna au Nigeria,.

## Source
- (en) Cet article est partiellement ou en totalité issu de l’article de Wikipédia en anglais intitulé « Kaduna South » (voir la liste des auteurs).